# Lena Raine
Lena Raine (Seattle, 29 februari 1984), ook wel bekend als Lena Chapelle is een Amerikaans componiste. Ze staat vooral bekend om de soundtracks die ze heeft ontworpen voor computerspellen, waaronder Minecraft en Celeste.

## Biografie
Raine werd op jonge leeftijd al met muziek geconfronteerd, want ze groeide op met een vader die componist en violist was. Uiteindelijk studeerde Raine aan het Cornish College muziekcompositie.
Raine werd bekend door haar soundtracks bij Guild Wars 2 en Celeste. Voor de laatstgenoemde soundtracks had ze gebruikgemaakt van chiptunes en de piano. Begin 2020 kreeg het computerspel Minecraft een update waarbij muziek van Lena Raine werd toegevoegd. Eind 2021 werden weer enkele soundtracks afkomstig van Raine toegevoegd.
Raine is transgender.
- Gemeinsame Normdatei: 1268128058
- International Standard Name Identifier: 0000 0004 6721 4468
- Library of Congress Control Number: n2022028959
- MusicBrainz: f1693075-b637-49f8-8d0e-8cee8bec77cb
- Virtual International Authority File: 586165573946337800004